# Православно народно јединство ЛАОС
Православно народно јединство ЛАОС (грч. Λαϊκός Ορθόδοξος Συναγερμός, ΛΑ.Ο.Σ) је националистичка политичка странка Грчкој. Њен председник је Георгиос Карацаферис.

## О странци
ЛАОС је основан 2000. од стране бивших чланова Нове демократије.
Странка није имала успеха све до 2004. године када се у њу утапају националистичке организације Хеленски фронт, Патриотска алијанса и Партија Хелена.
ЛАОС за своју идеологију узима национални конзервативизам и православни клерикализам.
ЛАОС не признаје БЈР Македонију као државу већ је сматра делом Грчке државе, коју у догледно време треба поделити са Србијом и Бугарском.
ЛАОС сматра Кипар историјском грчком земљом и не признаје њен статус.
ЛАОС је изразито против представника турске националне мањине и Албанаца у Грчкој, које прозивају за сепаратизам.
ЛАОС се противи глобализацији, јер сматра да она уништава православни свет.
ЛАОС је на себе набацио гнев Јевреја када је 2001. године протестовао испред амбасаде Израела у Атини, против ционистичке окупације Грчке. Мејнстрим медији су ЛАОС окарактерисали као антисемитску и ксенофобичну странку.
ЛАОС је чланица Алијансе за Европу нација.

## Изборни резултати
| 2004.     | Парламент    | 162,103 | 2.20% | 0  |
| 2004.     | ЕУ парламент | 252,429 | 4.12% | 1  |
| 2007.     | Парламент    | 271,764 | 3.80% | 10 |
| 2009.     | ЕУ Парламент | 366,615 | 7.15% | 2  |
| 2009.     | Парламент    | 386,152 | 5.63% | 15 |
| мај 2012. | Парламент    | 183,466 | 2.90% | 0  |
| јун 2012. | Парламент    | 97,099  | 1.58% | 0  |